# Nicolo Pollari
Nicolo Pollari, är före detta chef för den italienska militära underrättelsetjänsten Sismi.Han fick lämna sin tjänst i november 2006 efter att ha stått i centrum för skandalen kring utlämnandet av en terrormisstänkt man till CIA som sedan ska ha tagits till Egypten och utsatts för tortyr. Pollari efterträddes av Bruno Branciforte.